# Мидхат Капетановић
Мидхат Капетановић (Сарајево, 1976) босанскохерцеговачки је архитекта, концептуални уметник и графички дизајнер.

## Биографија
Завршио је Архитектонски факултет у Сарајеву, а након тога бави се концепт артом, визуелним маркетингом и медијском пред-продукцијом.  Радио је илустрације за дечије књиге и сликовнице, као и насловне стране за часописе и књиге са сценаријима за филмску и ТВ продукцију. Његов најновији пројекат је Медвеђа царица. У својству епизодне улоге појављује се у серији Луд, збуњен, нормалан 2012. године. Такође, ради на серији Два смо свијета различита и филму Birds Like Us. Бави се и илустрацијама у стриповима.
Често објављује илустрације поводом актуелних политичких и социјалних дешавања, као што су, на пример, земљотреси у Хрватској, Турској и Сирији, или немири у Србији. Илустрацијом се осврнуо и на масовну пуцњаву почетком маја 2023. године у ОШ "Владислав Рибникар" у Београду, али и на митинг Српске напредне странке, који се десио крајем маја исте године.
Лични печат уметника и мотив који се провлачи кроз многе илустрације, јесте медвед. Такође, као мотиви који понављају од 2020. године и пандемије корона вируса, ту су и представници три главна града, Београда (Победник), Сарајева (Вучко) и Загреба (Заги) у серији илустрација. Вучко је био маскота Олимпијских игара у Сарајеву 1984. године, Заги Универзијаде у Загребу, а споменик Победник је симбол Београда и Калемегдана. Мидхат Победника, Вучка и Загија назива симболима свих добрих људи у тим градовима.